# 西和泉 (成田市)
西和泉（にしいずみ）は、千葉県成田市の大字。郵便番号286-0827。

## 地理
北は大生、東は東和泉、南東は野毛平、南は赤荻、西は芦田に隣接している。
飛び地があり、小泉、新泉、野毛平に隣接している。

## 世帯数と人口
2017年（平成29年）10月31日現在の世帯数と人口は以下の通りである。
| 大字   | 世帯数 | 人口 |
| ------ | ------ | ---- |
| 西和泉 | 15世帯 | 43人 |

## 小・中学校の学区
市立小・中学校に通う場合、学区は以下の通りとなる。
| 番地 | 小学校               | 中学校             |
| ---- | -------------------- | ------------------ |
| 全域 | 成田市立美郷台小学校 | 成田市立成田中学校 |

## 施設
- 成田市西和泉共同利用施設
- 城固寺
- 住吉神社
- 熊野神社
- 三宝神社

## 交通

### 鉄道
同地には鉄道駅はないが、コミュニティバスを利用して京成成田駅、久住駅に行くことができる。

### バス
- 成田市コミュニティバス[6][7]
  - 大室・小泉ルート（運行会社：千葉交通）[8][9]
    - （37東和泉青年館） - 38熊野神社 - 39大生入口 - （40いずみ聖地公園） - 41大生入口 - 42熊野神社 - 43西和泉十字路 - 44西和泉入口 - 45ゴルフ場入口 - （芦田入口）

### 道路
- 国道
  - 国道51号
- 主要地方道
  - 千葉県道63号成田下総線